# فرودگاه سانتا رزا (آرژانتین)
فرودگاه سانتا رزا (آرژانتین) (به انگلیسی: Santa Rosa Airport (Argentina)) (به زبان بومی: Aeropuerto de Santa Rosa) یک فرودگاه همگانی و نظامی با کد یاتا RSA است که یک باند فرود آسفالت دارد و طول باند آن ۲۳۰۰ متر است. این فرودگاه در شهر سانتا روسا کشور آرژانتین قرار دارد و در ارتفاع ۱۹۲ متری از سطح دریا واقع شده است.